# 容成公
容成公，或称容成子，传说中的仙人。其事迹载于《黄帝内经·素问》、《神仙传》、《列仙传》、《轩辕本纪》等书中。葛洪《神仙传》曰：“字子黄，道东人。”称其“行玄素之道，延寿无极”。《列仙传》称其为老子之师。又称曾为黄帝师。善补导之术，守生养气，发白更黑、齿落复生。南宋曾慥编集《道枢》，撰有《容成》一篇。《福建通志》称容成公栖太姥山炼药，后居崆峒山。房中家多祖述容成公。《历世真仙体道通鉴》编者赵道一认为，容成公“炼精于玄牝”之道实非房中。《汉书·艺文志》著录有《容成阴道》26卷。
- 饶宗颐：〈(传老子师)容成遗说钩沉——先老学初探（页面存档备份，存于）〉。